# Équipe d'Irlande de rugby à XV au Tournoi britannique 1899
L'équipe d'Irlande a remporté le Tournoi britannique de rugby à XV 1899, en remportant trois victoires. C'est sa quatrième victoire dans le tournoi. Elle réussit à cette occasion sa deuxième triple couronne. 
L'Irlande a déjà remporté le tournoi en 1894 et en 1896.
James Lytle a remporté le Tournoi britannique de rugby à XV 1894, 1896 et celui de 1899. John Ryan, Michael Ryan, Louis Magee, John Fulton, font partie de l'équipe.
En 1899, l'Irlande bat successivement l'Angleterre 6-0, l'Écosse 9-3 et le pays de Galles 3-0, et elle remporte son troisième tournoi avec à la clé une triple couronne, c'est-à-dire une victoire sur chacune des autres nations britanniques et irlandaise. 
Dans les années 1890, le rugby est essentiellement un jeu pour la classe moyenne protestante. L'Irlande ne remporte plus le tournoi avant 1935 et la triple couronne suivante intervient seulement en 1948.

## Avants
- Thomas Ahearne (1 match)
- William Byron (3 matchs)
- James Lytle (1 match)
- Hugh McCoull (1 match)
- John McIlwaine (2 matchs)
- Tom McGown (2 matchs)
- Newry Meares (2 matchs)
- John Ryan (3 matchs)
- Michael Ryan (3 matchs)
- James Sealy (3 matchs, 3 points, 1 essai)

## Demi de mêlée
- Ainsworth Barr (1 match)
- Glynn Allen (2 matchs, 3 points, 1 essai)

## Demi d'ouverture
- Louis Magee (3 matchs, 3 points, 1 pénalité)

## Trois-quarts centre
- James Allison (2 matchs)
- G Harman (2 matchs)
- Carl Reid (2 matchs, 3 points, 1 essai)

## Trois-quarts aile
- William Brown (rugby) (1 match)
- Edward Campbell (2 matchs, 3 points, 1 essai)
- Ian Davidson (1 match)
- Gerry Doran (2 matchs, 3 points, 1 essai)

## Arrière
- John Fulton (1 match)
- Pierce O'Brien-Butler (2 matchs)

## Classement
|                | MJ | V | N | D | PP | PC | Pts |
| -------------- | -- | - | - | - | -- | -- | --- |
| Irlande        | 3  | 3 | 0 | 0 | 18 | 3  | 6   |
| Écosse         | 3  | 2 | 0 | 1 | 29 | 19 | 4   |
| Pays de Galles | 3  | 1 | 0 | 2 | 36 | 27 | 2   |
| Angleterre     | 3  | 0 | 0 | 3 | 3  | 37 | 0   |

## Résultats
| Le 4 février à Dublin                 | Irlande | 6 - 0 | Angleterre |
| Le 18 février à Inverleith, Édimbourg | Écosse  | 3 - 9 | Irlande    |
| Le 18 mars à Cardiff                  | Galles  | 0 - 3 | Irlande    |

## Meilleur réalisateur
- Glynn Allen (3 points, 1 essai), Edward Campbell (3 points, 1 essai), Gerry Doran (3 points, 1 essai), Louis Magee (3 points, 1 pénalité), Carl Reid (3 points, 1 essai), James Sealy (3 points, 1 essai)

## Meilleur marqueur d'essais
- Glynn Allen, Edward Campbell, Gerry Doran, Carl Reid, James Sealy (3 points, 1 essai)